# Palpimanus
Palpimanus és un gènere d'aranyes araneomorfes de la família dels palpimànids (Palpimanidae). Fou descrit per primera vegada l'any 1820 per Dufour.

## Taxonomia
Segons el World Spider Catalog amb data de desembre de 2018, Otiothops té reconegudes les següents 36 espècies:
- Palpimanus aegyptiacus Kulczyński, 1909
- Palpimanus argentinus Mello-Leitão, 1927
- Palpimanus armatus Pocock, 1898
- Palpimanus aureus Lawrence, 1927
- Palpimanus canariensis Kulczyński, 1909
- Palpimanus capensis Simon, 1893
- Palpimanus crudeni Lessert, 1936
- Palpimanus cyprius Kulczyński, 1909
- Palpimanus denticulatus Hernández-Corral & Ferrández, 2017
- Palpimanus gibbulus Dufour, 1820
- Palpimanus giltayi Lessert, 1936
- Palpimanus globulifer Simon, 1893
- Palpimanus hesperius Simon, 1907
- Palpimanus leppanae Pocock, 1902
- Palpimanus lualabanus Benoit, 1974
- Palpimanus maroccanus Kulczyński, 1909
- Palpimanus meruensis Tullgren, 1910
- Palpimanus namaquensis Simon, 1910
- Palpimanus nubilus Simon, 1910
- Palpimanus orientalis Kulczyński, 1909
- Palpimanus paroculus Simon, 1910
- Palpimanus potteri Lawrence, 1937
- Palpimanus processiger Strand, 1913
- Palpimanus pseudarmatus Lawrence, 1952
- Palpimanus punctatus Kritscher, 1996
- Palpimanus sanguineus Strand, 1907
- Palpimanus schmitzi Kulczyński, 1909
- Palpimanus simoni Kulczyński, 1909
- Palpimanus sogdianus Charitonov, 1946
- Palpimanus stridulator Lawrence, 1962
- Palpimanus subarmatus Lawrence, 1947
- Palpimanus transvaalicus Simon, 1893
- Palpimanus tuberculatus Lawrence, 1952
- Palpimanus uncatus Kulczyński, 1909
- Palpimanus vultuosus Simon, 1897
- Palpimanus wagneri Charitonov, 1946